# Wat Ek Phnom
 (avril 2018).
 Wat Ek Phnom est un temple angkorien situé sur la rive gauche de la rivière Sangker, près de Peam Aek, à environ 13 km au nord de la ville de Battambang, dans le nord-ouest du Cambodge. C’est un temple hindou construit au 11e siècle sous le règne du roi Suryavarman Ier. Bien que partiellement effondré et pillé, il est célèbre pour ses linteaux et frontons bien sculptés.

## Le site
Une énorme statue du Bouddha assis en pierre blanche mène à la pagode moderne bouddhiste de Ek Phnom, entourée de 18 arbres de la Bodhi. Le site est considéré comme une destination pour les pique-niques et de pèlerinage, très populaire pour les Khmers lors des célébrations. La pagode ouvre la voie aux ruines de l’ancien temple hindouiste. Le temple antique, construit de blocs de grès et entouré par les restes d’un mur extérieur de latérite et d’un baray, se compose de petits temples ou prasats sur une plate-forme et mesure 52 m par 49 m. Majoritairement réduit à l'état de ruines aujourd’hui, seules les tours principales du temple subsistent, dont les flancs supérieurs ont de beaux bas-reliefs.

## Bas-reliefs
Les bas-reliefs représentent des événements de la mythologie hindoue se référant principalement à Krishna. De la même manière que Krishna, Suryavarman I a effectué des réformes institutionnelles de l’État.

## Wat Ek Phnom

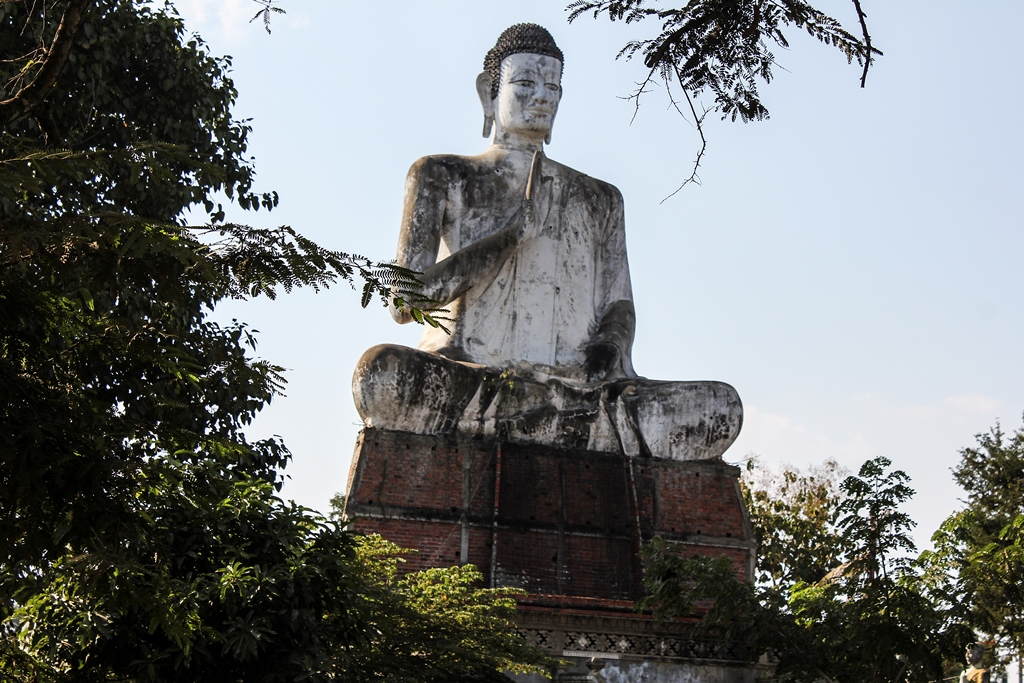
Statue du bouddha
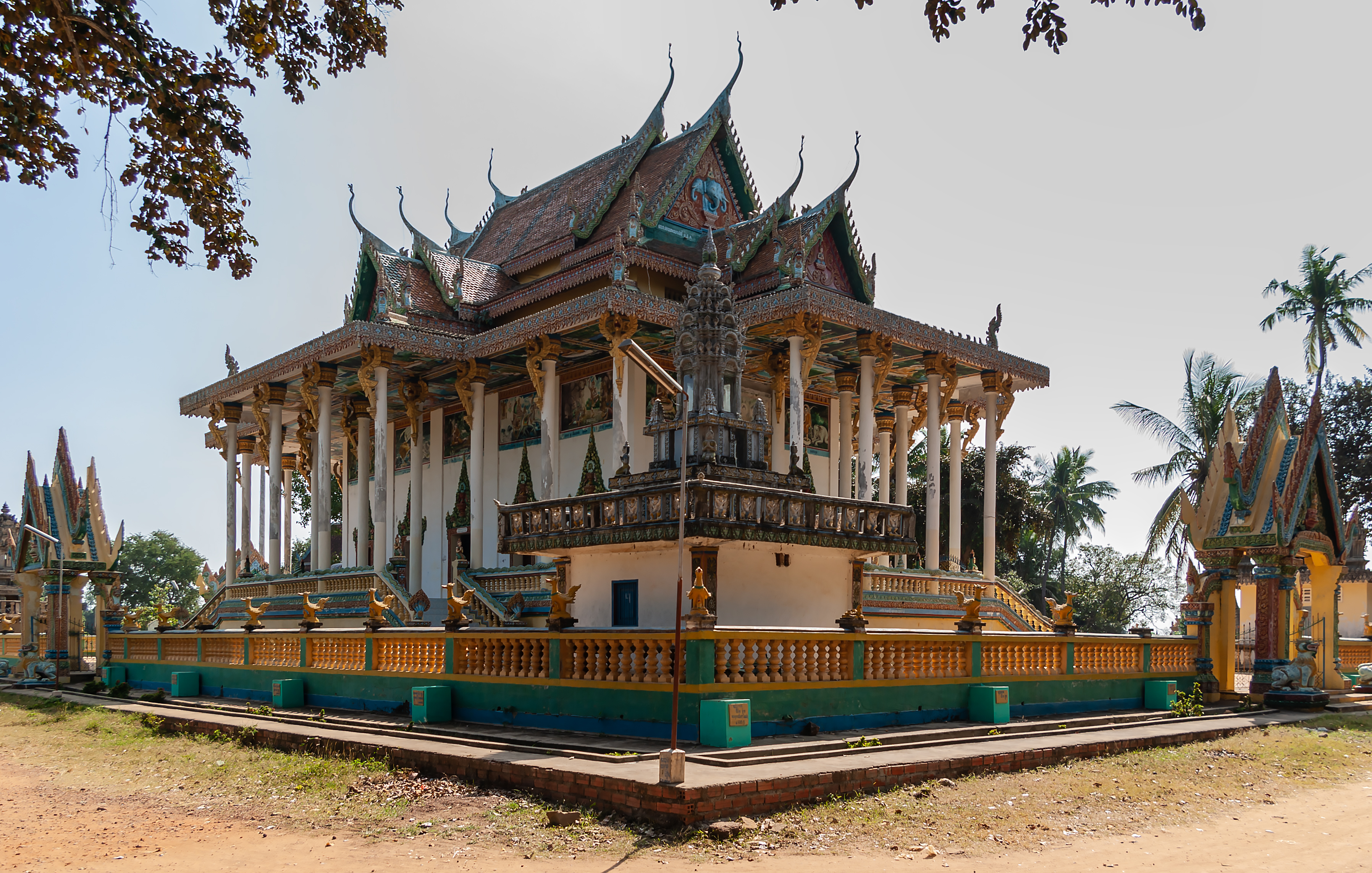
Le Wat moderne de Ek Phnom

## L'ancien temple d’Ek Phnom

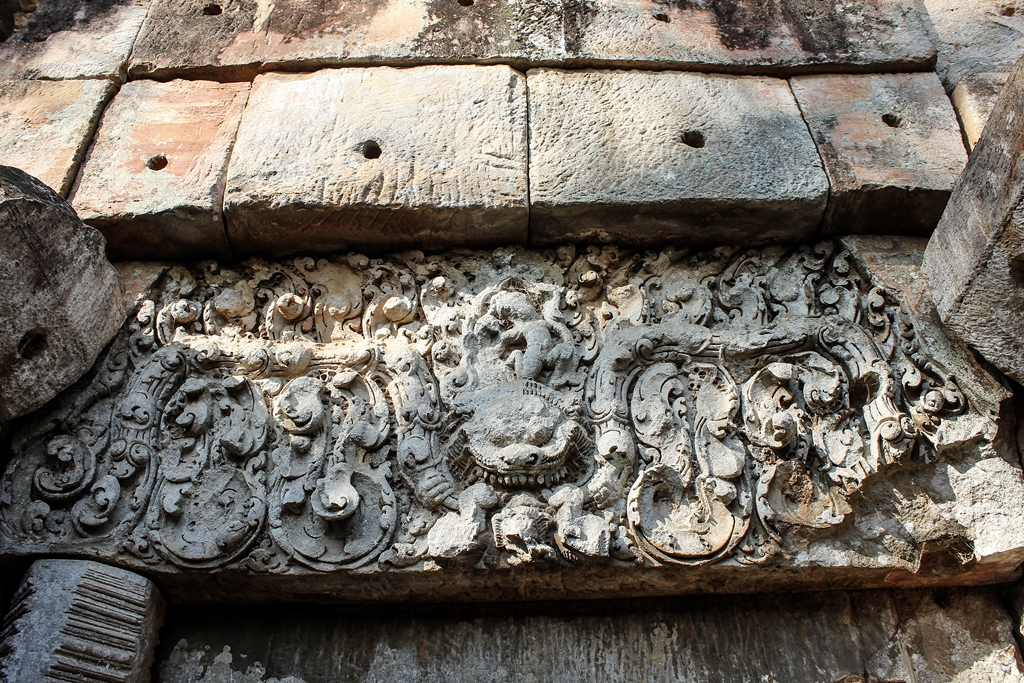
Linteau de la tour centrale : Krishna, soulevant la colline de Govardhana et combattant le serpent Kaliya, debout sur un kala
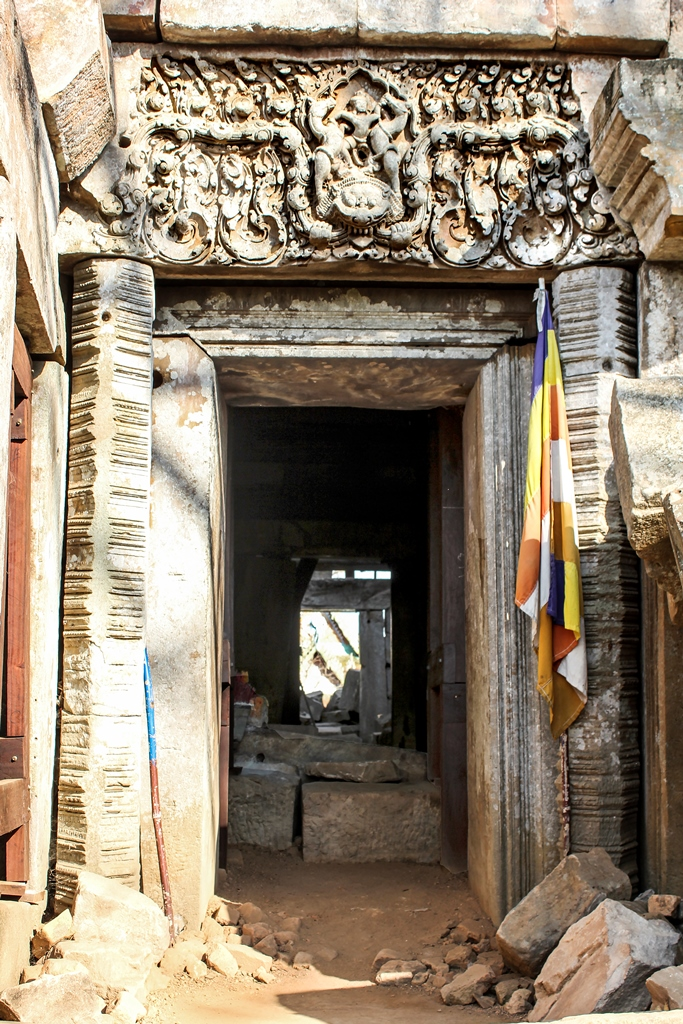
Linteau au-dessus de la porte nord : Krishna apprivoisant des chevaux en se tenant debout sur le kala
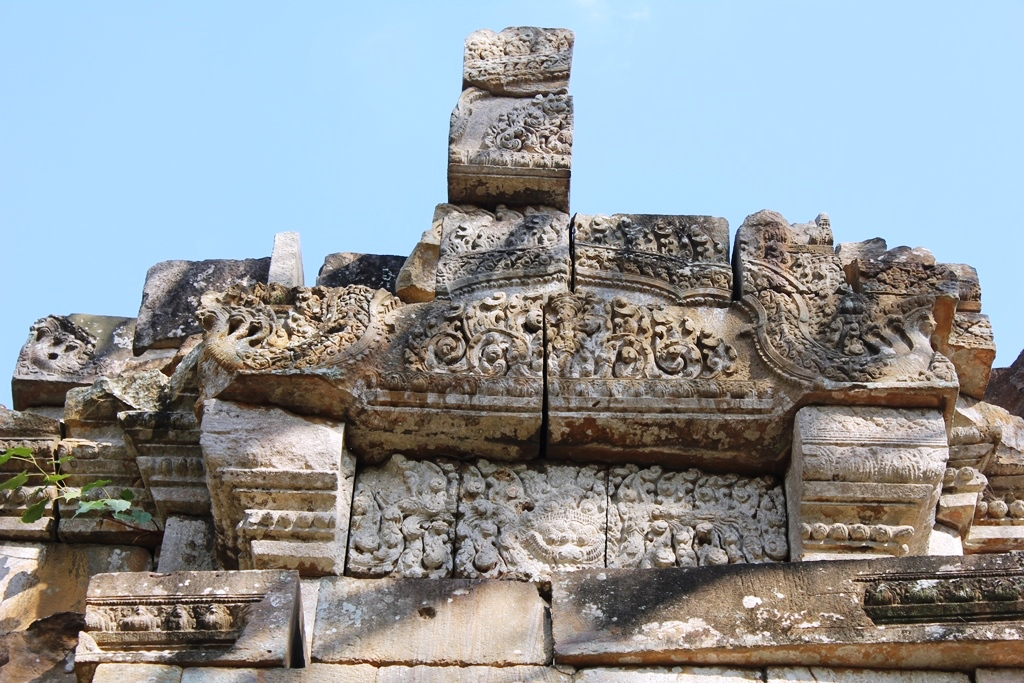
Linteau avec fronton